# Список полных кавалеров ордена Трудовой Славы/Щ
В настоящем списке представлены в алфавитном порядке полные кавалеры ордена Трудовой Славы, чьи фамилии начинаются с буквы «Щ». Список содержит информацию о датах Указов о присвоении звания, профессии награждённых, дате рождения и дате смерти. В настоящее время список не является завершённым и нуждается в дополнениях и уточнениях.
| № | Фамилия, имя, отчество         | Даты жизни              | Профессия | Дата Указа и номер ордена                                                 | ГС       |
| - | ------------------------------ | ----------------------- | --- | ------------------------------------------------------------------------- | -------- |
| 1 | Щегольков, Анатолий Алексеевич | род. 27.08.1942         | Тракторист совхоза «Кушумский» Ершовского района Саратовской области | 3 ст. 30.03.1978 № 244085 2 ст. 06.06.1984 № 10195 1 ст. 27.08.1990 № 796 | [ ГС 1 ] |
| 2 | Щербаков, Игорь Серафимович    | 23.08.1932 — 11.04.2002 | Отделочник Центрального конструкторского исследовательского бюро спортивно-охотничьего оружия Министерства оборонной промышленности СССР, гор. Тула                                      | 3 ст. 29.03.1976 № 305705 2 ст. 05.07.1982 № 25113 1 ст. 23.11.1990 № 845 | [ ГС 2 ] |
| 3 | Щербакова, Лидия Алексеевна    | 06.12.1948 — 12.07.2008 | Машинист крана Никопольского южно-трубного завода имени 50-летия Великой Октябрьской социалистической революции Министерства чёрной металлургии Украинской ССР, Днепропетровская область | 3 ст. 21.04.1975 № 52807 2 ст. 02.03.1981 № 15044 1 ст. 29.10.1985 № 163  | [ ГС 3 ] |
| 4 | Щиголь, Василий Григорьевич    | род. 14.01.1940         | Бригадир колхоза имени Калинина Тетиевского района Киевской области | 3 ст. 24.12.1976 № 181569 2 ст. 04.03.1982 № 14470 1 ст. 07.06.1990 № 700 |          |